# Eremiaphila barbara
Eremiaphila barbara är en bönsyrseart som beskrevs av Brisout 1854. Eremiaphila barbara ingår i släktet Eremiaphila och familjen Eremiaphilidae. Inga underarter finns listade i Catalogue of Life.